# Pinòpsides
Les pinòpsides (Pinopsida) són una classe de gimnospermes, l'única de la divisió dels pinòfits o coníferes (Pinophyta o Coniferae) i és, per tant, un tàxon monotípic i una de les 13 o 14 divisions en què es classifiquen les plantes. Inclou plantes tan conegudes com els pins, els avets, els cedres i els xiprers.
Estan estesos principalment per les regions temperades i fredes del món. Són un grup molt antic, i es coneixen fòssils de l'era Paleozoica.

## Característiques
Les coníferes són arbres, més rarament arbusts, amb fulles petites en forma d'agulla o d'escata. Tenen flors masculines i femenines separades, però situades en un mateix individu monoic. Les flors femenines tenen els primordis seminals amb un sol tegument i adossats a l’eix floral. Tenen dispersió anemòfila del pol·len i produeixen estròbils, que en el cas de les Pinaceae s'anomenen pinyes.

## Història natural
Les coníferes formen extensos boscos el l'Hemisferi nord, vivint en llocs amb condicions extremes (alta muntanya, taigà) i són d'una gran importància econòmica, car s'explota la seva fusta.
Entre les coníferes es troben els éssers vius més grans, com ara les sequoies californianes (Sequoiodendron), alguns cedres (Cedrus) i els avets de Douglas (Pseudotsuga menziesii), que atenyen els 100 m d’alçada.
Per altra banda, trobem alguns dels éssers vius més longeus. Així hi ha sequoies poden superar els 3000 anys de vida, per bé que el rècord el té una altra conífera californiana, Pinus aristata, que arriba a viure més de 4600 anys.

## Galeria d'imatges

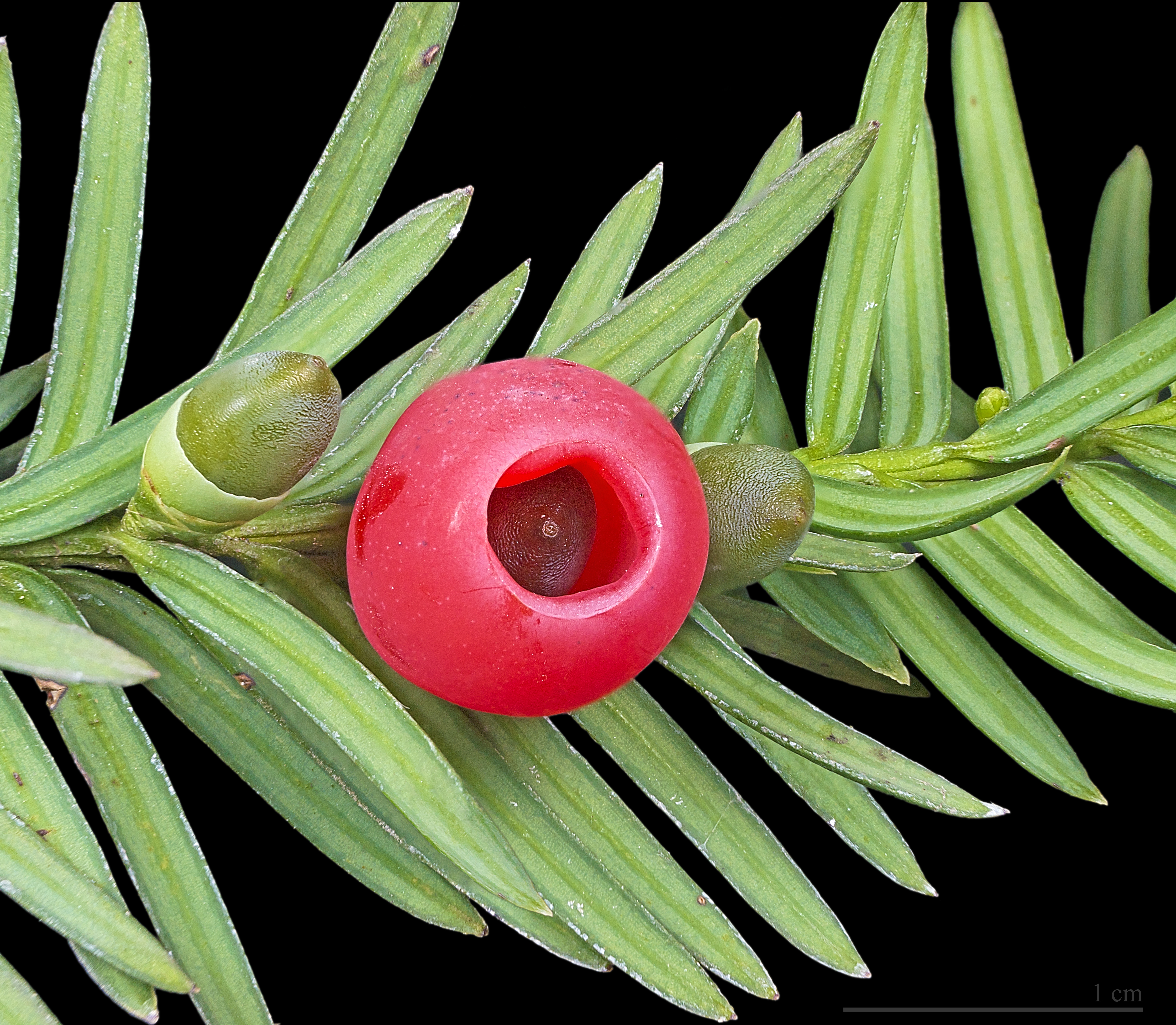
Taxaceae: el fruit del teix és un aril que és una modificació de l'estròbil.
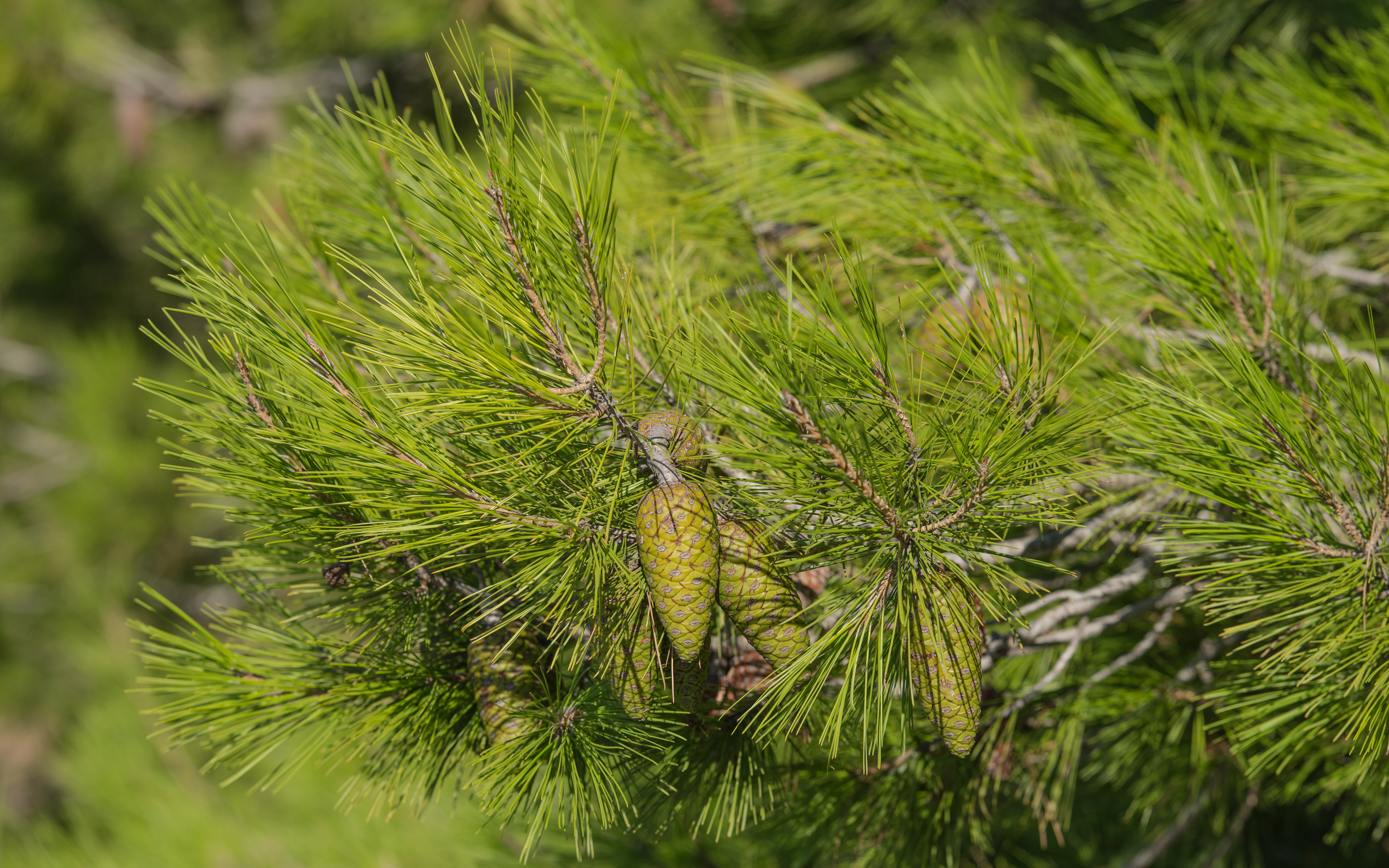
Pi blanc, el pi més freqüent a la zona mediterrània dels Països Catalans
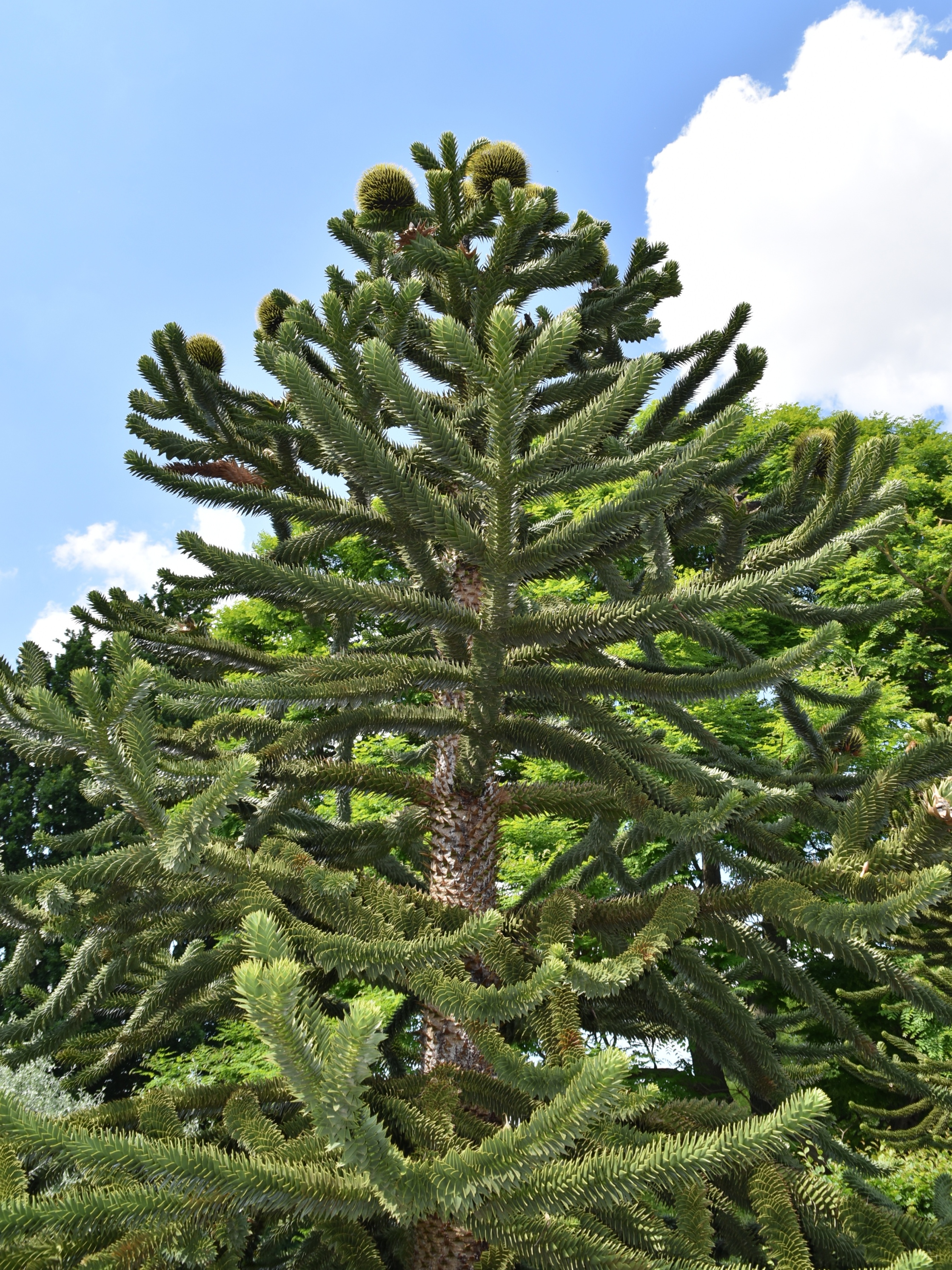
Araucaria, una autentic fòssil vivent